# Vainutas
Vainutas is een plaats in het Litouwse district Klaipėda. De plaats telt 993 inwoners (2001).